# NTTドコモ名古屋ビル
NTTドコモ名古屋ビル（NTTドコモなごやビル）は、愛知県名古屋市東区泉にある超高層ビルである。

## 概要
NTTドコモ（当時NTTドコモ東海）が名古屋地区の携帯電話網の中枢を担う施設等して建設したビルで、NTTドコモ代々木ビルなどと同じく、情報通信施設がほとんどを占める。
ビル部分だけでも100mを越える超高層ビルだが、通信用鉄塔が超高層ビルの上にあって全体の高さが高くなって目立つ為、表通りにないにも拘らずランドマーク的に成っている。